# Пожиратели звёзд
«Пожира́тели звёзд» (фр. Les Mangeurs d'étoiles) — роман французского писателя и дипломата Ромена Гари. События книги разворачиваются в вымышленной латиноамериканской стране и описывают восхождение к абсолютной власти генерала Альмайо, не останавливающегося ни перед чем на пути к поставленной цели. Роман создавался в 1960 году в Боливии, где в то время проходила дипломатическая служба писателя (Гари занимал должность генерального консула в посольстве Франции). Впервые издан в 1961 году в США на английском языке, по-французски на родине автора опубликован лишь пять лет спустя. Книга содержит очевидные отсылки к легенде о Фаусте и перекликается с произведениями Гёте и Томаса Манна.